# PowerPC referenciaplatform
A PowerPC referenciaplatform (angolul PowerPC Reference Platform, PReP) PowerPC-alapú számítógéprendszerek szabványos rendszerarchitektúrája, valamint egy referenciamegvalósítása volt, amelyet a PowerPC processzorarchitektúrával egyidejűleg fejlesztettek ki. Az IBM által 1994-ben kiadott specifikáció lehetővé tette a hardvergyártók számára olyan számítógépek építését, amelyek különböző operációs rendszereket, többek között Windows NT-t, OS/2-t, Solarist, Taligent vagy IBM AIX-ot képesek futtatni.
A PReP specifikáció egyik deklarált célja a szabványos PC hardverek kihasználása volt. Az Apple, amely 1994-től kezdve a Macintosh számítógépekben a Motorola 68000 processzorcsaládról PowerPC processzorokra váltott, szándékai szerint lehetőleg zökkenőmentesen, a platform alapján az átmenetet rendkívül problémásnak találta. Mivel úgy tűnt, hogy senki sem volt különösebben elégedett a PReP-pel, 1995 végén egy új, Common Hardware Reference Platform (CHRP, közös hardver-referenciaplatform) elnevezésű szabványt fejlesztettek és adtak ki, amely magában foglalta mind a PReP, mind a Power Macintosh architektúra elemeit. A CHRP kulcseleme volt az Open Firmware szabvány követelményeinek való megfeleltetés (amit egyébként az 1995. június 1. után szállított PReP-kompatibilis rendszerekben is megköveteltek), ami nagymértékben javította a külső szállítók támogatását a rendszerindítási folyamat során, ami kiszélesítette a támogatott hardverek körét és felhasználását.
A PReP rendszerek soha sem voltak népszerűek. A régebbi PReP alapú hardverekhez illeszkedő, aktuálisan elérhető operációs rendszerek megtalálása és beszerzése nehézkes. A Debian és NetBSD továbbra is fenntartja a megfelelő portokat erre az architektúrára, bár a fejlesztők és felhasználók aktivitása ezen a téren igen alacsony. Az RTEMS valós idejű operációs rendszer biztosít alaplapi támogatást a PReP-hez, amely a QEMU PReP emulátor segítségével futtatható. Ez jól használható környezetet biztosít a PowerPC-alapú valós idejű beágyazott rendszerek fejlesztéséhez.
A Power.org rendelkezik a Power Architecture Platform Reference (PAPR) referencia-megvalósítással, ami a Linux operációs rendszert futattó Power utasításkészletarchitektúra-alapú számítógépek fejlesztésének alapját képezi. A PAPR 2006 negyedik negyedévében volt kibocsátva.

## Fordítás
Ez a szócikk részben vagy egészben  a   PowerPC Reference Platform című angol Wikipédia-szócikk ezen változatának fordításán alapul.  Az eredeti cikk szerkesztőit annak laptörténete sorolja fel. Ez a jelzés csupán a megfogalmazás eredetét és a szerzői jogokat jelzi, nem szolgál a cikkben szereplő információk forrásmegjelöléseként.